# Baltay Catena
La Baltay Catena è una struttura geologica della superficie di Cerere.